# 스푹스
스푹스(영어: Spooks)는 영국에서 2002년 5월 13일부터 방영되어 10시즌에 걸쳐서 2011년 8월 23일날에 종영된 영국의 드라마다.미국과 프랑스에서 방영할 당시 제목은 MI-5였으며, 캐나다에서도 MI5라고 하였으나 BBC Canada에서 방영했을때는 Spooks로 되었다
스푹스의 작가는 데이비드 울스턴크로프트(David Wolstencroft)이고 휴 로리 등을 비롯해서 수많은 영국의 배우들을 카메오로 출연시키기도 했다.